# Trois Rivières
Trois Rivières – rum typu agricole pochodzący z Martyniki. Jego nazwa oznacza łączące się trzy rzeki: Bois d’Inde, Oman i St. Pierre.